# Крістін Кавано
Крістін Джозефін Кавано (англ. Christine Josephine Cavanaugh), до шлюбу — Сендберг (англ. Sandberg; 16 серпня 1963 — 22 грудня 2014) — американська акторка.

## Біографія
Народилась 16 серпня 1963 року в Лейтоні (штат Юта), в родині Волдо Юджина Сендберга та Рети Мейсон. Мала вісім братів та сестер. Крістін була прихожанкою Церкви Ісуса Христа Святих останніх днів. 1981 року закінчила Лейтонську середню школу, навчалась в Університеті штату Юта, а згодом в Гавайському університеті, де познайомилась із Кевіном Кавано. Вони одружились у 1985 році, але у тому ж році розлучились.
Як акторка Кавано дебютувала 1988 року. Завдяки характерному стилю мови і голосу вона прославилась як акторка озвучування, зокрема, роботами над мультиплікаційними персонажами. Її голосом говорили Чакі Фінстер в мультсеріалі «Невгамовні», Обліна в мультсеріалі «Справжні монстри», Гусинка в «Темному плащі», Декстер в «Лабораторії Декстера», поросятко Бейб з однойменного фільму та багато інших.
2001 року Кавано завершила акторську кар'єру.
Крістін Кавано померла від лейкозу 22 грудня 2014 року в Сідар-Сіті. Тіло було кремовано, а прах розвіяний над Великим Солоним озером.

## Обрана фільмографія
- Давид і чарівна перлина — Девід
- Темний плащ — Гусинка
- Невгамовні — Чакі Фінстер
- Справжні монстри — Обліна
- Аладдін — додаткові голоси
- Бейб — Бейб
- Балто — додаткові голоси
- Лабораторія Декстера — Декстер
- 101 далматинець — Візер, Діпстік